# Pellionia pellionianum
Pellionia pellionianum är en nässelväxtart som först beskrevs av Gaud., och fick sitt nu gällande namn av R.J. Johns. Pellionia pellionianum ingår i släktet Pellionia och familjen nässelväxter. Inga underarter finns listade i Catalogue of Life.